# BA-11
De BA-11 of Broneavtomobil 11 (Russisch: БА-11 of Бронеавтомобиль 11) was een gepantserd voertuig van de Sovjet-Unie.
Het voertuig had een gewicht van ruim acht ton en had een bemanning van vier personen. Het hoofdwapen was een 45 mm-geschut, dat werd ondersteund door twee Degtjarjov-machinegeweren. Het voertuig kon een maximale snelheid van 64 kilometer per uur behalen.